# Canton de Sallanches
Le canton de Sallanches est une circonscription électorale française située dans le département de la Haute-Savoie et la région Auvergne-Rhône-Alpes.

## Géographie
Ce canton est organisé autour de Sallanches dans l'arrondissement de Bonneville.

## Histoire
Lors de l'annexion du duché de Savoie à la France révolutionnaire en 1792, la moyenne vallée de l'Arve ou du Faucigny est organisée, en 1793, autour du district de Cluses avec la création notamment de cantons dont celui de Sallanches, au sein du département du Mont-Blanc,. Ce nouveau canton comptait sept communes : Cordon ; Domancy ; Passy ; Saint-Martin et Combloux ; Saint-Roch ; Sallanches et Servoz, avec 8 268 habitants. Avec la réforme de 1800, le canton est placé dans le nouveau département du Léman, dans l'arrondissement communal de Bonneville. Il compte dix communes.
En 1814, puis 1815, le duché de Savoie retourne dans le giron de la maison de Savoie. Le canton français de Sallanches devient dans la nouvelle organisation de 1816 un mandement sarde comprenant sept communes : Passy ; Saint-Martin ; Saint-Nicolas-de-Véroce ; Saint-Roch ; Sallanches et Servoz, au sein de la province du Faucigny. La nouvelle réforme de 1818 ajoute une commune dans l'organisation du mandement. Les nouvelles communes du mandement sont Combloux ; Cordon ; Demi-Quartier-de-Megève ; Domancy ; Megève ; Saint-Martin-en-Faucigny ; Saint-Roch et Sallanches. En 1837, le mandement garde son nombre de communes et reste dans la province du Faucigny, dans la division administrative d'Annecy.
Par décret du 13 février 2014, le nombre de cantons du département est divisé par deux, avec mise en application aux élections départementales de mars 2015. Le canton de Sallanches est conservé et s'agrandit. Il passe de 7 à 9 communes.

## Représentation

### Conseillers généraux de 1861 à 2015
| Période | Période      | Identité                                  | Étiquette                   | Qualité |
| ------- | ------------ | ----------------------------------------- | --------------------------- | --- |
| 1861    | 1867         | Joseph Crottet                            |                             | Notaire, maire de Sallanches (1870-1876)                                                                   |
| 1867    | 1871         | Jacques Bardel                            |                             | Avocat puis juge de paix à Saint-Gervais                                                                   |
| 1871    | 1877         | Alexandre Curral                          | Républicain                 | Notaire, maire de Sallanches (1865-1869 et 1876-1878)                                                      |
| 1877    | 1889         | Antoine Brèches                           | Droite                      | Notaire |
| 1889    | 1895         | Philibert Bardel (1832-1914)              | Droite                      | Pharmacien, maire de Sallanches                                                                            |
| 1895    | 1907         | Joseph Bonnefoy (beau-frère du précédent) | Républicain                 | Médecin - Maire de Sallanches - Conseiller d'arrondissement                                                |
| 1907    | 1913         | Jules Challamel                           | Act.lib. puis Act.fr.       | Docteur en droit, avocat à Paris, président de la Société philanthropique savoisienne de Paris (1908-1010) |
| 1913    | 1919         | Hippolyte Berthollet                      | Libéral (Droite) puis Rad.  | Médecin à Sallanches                                                                                       |
| 1919    | 1937         | Philibert Bardel (neveu de Ph.Bardel)     | Modéré                      | Chef d'entreprise à Sallanches                                                                             |
| 1937    | 1940         | Marius Exertier                           | Entente républicaine Modéré | Notaire Adjoint au maire de Sallanches                                                                     |
|         |              |                                           |                             | |
| 1942    | 1945         | Philibert Bardel (1880-1948)              |                             | Banquier, industriel Maire de Sallanches Nommé conseiller départemental en 1942                            |
|         |              |                                           |                             | |
| 1945    | 1951         | Léon Ponchaud                             | MRP                         | Cultivateur - Conseiller municipal de Sallanches                                                           |
| 1951    | 1955 (décès) | Charles Feige                             | DVD                         | Maire de Megève (1930-1944 et 1953-1955)                                                                   |
| 1955    | 1974         | André Mollard                             | DVD                         | Négociant en spiritueux - Maire de Megève (1955-1966)                                                      |
| 1974    | 1982         | Gilbert Le Bescond                        | RI puis app. RPR            | Hôtelier - Maire de Megève (1966-1977)                                                                     |
| 1982    | 2008         | Alain Grévy                               | RPR puis UMP                | Chirurgien oncologue cancérologue à Cluses                                                                 |
| 2008    | 2015         | Georges Morand                            | DVD-UMP                     | Maire de Sallanches depuis 2001                                                                            |

### Conseillers d'arrondissement (de 1861 à 1940)
| Période                                  | Période      | Identité                          | Étiquette   | Qualité |
| ---------------------------------------- | ------------ | --------------------------------- | ----------- | --- |
|                                          | 1890 (décès) | Antoine Marie Pissard (1846-1890) |             | Industriel et négociant chocolatier à Sallanches                                                            |
|                                          |              |                                   |             | |
| 1892                                     | 1895         | Joseph Bonnefoy                   | Républicain | Maire de Sallanches                                                                                         |
|                                          |              |                                   |             | |
| 1922                                     |              | M. Trébilloud                     |             | |
| 1940                                     |              |                                   |             | Les conseils d'arrondissement ont été suspendus par la loi du 12 octobre 1940 et n'ont jamais été réactivés |
| Les données manquantes sont à compléter. |              |                                   |             | |

### Conseillers départementaux à partir de 2015
| Période élective | Période élective | Mandat | Mandat   | Identité                  | Nuance | Nuance | Qualité                                                                             |
| ---------------- | ---------------- | ------ | -------- | ------------------------- | ------ | ------ | ----------------------------------------------------------------------------------- |
| 2015             | 2021             | 2015   | 2021     | Sophie Dion               |        | LR     | Députée de la 6e circonscription de Haute-Savoie                                    |
| 2015             | 2021             | 2015   | 2021     | Georges Morand            |        | LR     | Maire de Sallanches (depuis 2001) Président de la CC Pays du Mont-Blanc (2014-2020) |
| 2021             | 2028             | 2021   | en cours | Catherine Jullien-Brèches |        | LR     | Maire de Megève                                                                     |
| 2021             | 2028             | 2021   | en cours | Georges Morand            |        | LR     | Conseiller sortant                                                                  |

### Résultats détaillés

#### Élections de mars 2015
Lors des élections départementales de 2015, le binôme composé de Sophie Dion et Georges Morand (UMP) est élu au premier tour avec 72,34 % des suffrages exprimés, devant le binôme composé de Catherine Dardenne et Guy Petit-Jean-Genaz (FN) (27,66 %). Le taux de participation est de 44,97 % (10 867 votants sur 24 166 inscrits) contre 45,4 % au niveau départemental et 50,17 % au niveau national.

#### Élections de juin 2021
Le premier tour des élections départementales de 2021 est marqué par un très faible taux de participation (33,26 % au niveau national). Dans le canton de Sallanches, ce taux de participation est de 27,43 % (6 706 votants sur 24 446 inscrits) contre 28,81 % au niveau départemental. À l'issue de ce premier tour, deux binômes sont en ballottage : Catherine Jullien-Breches et Georges Morand (DVD, 52,37 %) et Benoît Blum et Josée Serasset-Krempp (binôme écologiste, 25,22 %).
Le second tour des élections est marqué une nouvelle fois par une abstention massive équivalente au premier tour. Les taux de participation sont de 34,36 % au niveau national, 29,17 % dans le département et 27,37 % dans le canton de Sallanches. Catherine Jullien-Breches et Georges Morand (DVD) sont élus avec 64,98 % des suffrages exprimés (4 066 voix pour 6 694 votants et 24 453 inscrits),,.

## Composition

### Composition avant 2015
Le canton regroupait 7 communes.
| Nom                    | Code Insee | Codepostal | Superficie (km2) | Population (dernière pop. légale) | Densité (hab./km2) |
| ---------------------- | ---------- | ---------- | ---------------- | --------------------------------- | ------------------ |
| Sallanches (chef-lieu) | 74256      | 74700      | 65,87            | 15 957 (2012)                     | 242                |
| Combloux               | 74083      | 74920      | 17,27            | 2 079 (2012)                      | 120                |
| Cordon                 | 74089      | 74700      | 22,35            | 1 002 (2012)                      | 45                 |
| Demi-Quartier          | 74099      | 74120      | 8,90             | 969 (2012)                        | 109                |
| Domancy                | 74103      | 74700      | 7,40             | 1 904 (2012)                      | 257                |
| Megève                 | 74173      | 74120      | 44,11            | 3 326 (2012)                      | 75                 |
| Praz-sur-Arly          | 74215      | 74120      | 22,64            | 1 305 (2012)                      | 58                 |

### Composition depuis 2015
Le canton de Sallanches, depuis le redécoupage cantonal de 2014, regroupe 9 communes entières.
| Nom                                | Code Insee | Intercommunalité            | Superficie (km2) | Population (dernière pop. légale) | Densité (hab./km2) | Modifier                                    |
| ---------------------------------- | ---------- | --------------------------- | ---------------- | --------------------------------- | ------------------ | ------------------------------------------- |
| Sallanches (bureau centralisateur) | 74256      | CC Pays du Mont-Blanc       | 65,87            | 17 041 (2022)                     | 259                | modifier les données · modifier les données |
| Arâches-la-Frasse                  | 74014      | CC Cluses-Arve et Montagnes | 37,69            | 1 777 (2022)                      | 47                 | modifier les données · modifier les données |
| Combloux                           | 74083      | CC Pays du Mont-Blanc       | 17,27            | 2 094 (2022)                      | 121                | modifier les données · modifier les données |
| Cordon                             | 74089      | CC Pays du Mont-Blanc       | 22,35            | 984 (2022)                        | 44                 | modifier les données · modifier les données |
| Demi-Quartier                      | 74099      | CC Pays du Mont-Blanc       | 8,90             | 803 (2022)                        | 90                 | modifier les données · modifier les données |
| Domancy                            | 74103      | CC Pays du Mont-Blanc       | 7,40             | 2 203 (2022)                      | 298                | modifier les données · modifier les données |
| Magland                            | 74159      | CC Cluses-Arve et Montagnes | 40,32            | 3 242 (2022)                      | 80                 | modifier les données · modifier les données |
| Megève                             | 74173      | CC Pays du Mont-Blanc       | 44,11            | 2 927 (2022)                      | 66                 | modifier les données · modifier les données |
| Praz-sur-Arly                      | 74215      | CC Pays du Mont-Blanc       | 22,64            | 1 289 (2022)                      | 57                 | modifier les données · modifier les données |
| Canton de Sallanches               | 7414       |                             | 266,55           | 32 360 (2022)                     | 121                | modifier les données                        |

## Démographie

### Démographie avant 2015
| 1962   | 1968   | 1975   | 1982   | 1990   | 1999   | 2006   | 2011   | 2012   |
| ------ | ------ | ------ | ------ | ------ | ------ | ------ | ------ | ------ |
| 14 295 | 16 031 | 18 414 | 20 402 | 23 314 | 25 569 | 26 585 | 26 444 | 26 542 |

### Démographie depuis 2015
En 2022, le canton comptait 32 360 habitants, en évolution de +2,68 % par rapport à 2016 (Haute-Savoie : +6,01 %, France hors Mayotte : +2,11 %).
| 2013   | 2018   | 2022   |
| ------ | ------ | ------ |
| 31 542 | 32 061 | 32 360 |